# Mus fernandoni
Mus fernandoni (Phillips, 1932) è un roditore della famiglia dei Muridi endemico dello Sri Lanka.

## Descrizione

### Dimensioni
Roditore di piccole dimensioni, con la lunghezza della testa e del corpo tra 90 e 101 mm, la lunghezza della coda tra 56 e 82 mm, la lunghezza del piede tra 17 e 18 mm, la lunghezza delle orecchie tra 10 e 16 mm.

### Aspetto
La pelliccia è corta e spinosa. Le parti dorsali variano dal grigio fulvo scuro al fulvo chiaro, i peli spinosi sono grigio ardesia, mentre le parti ventrali sono bianche. La linea di demarcazione lungo i fianchi è netta. Le vibrisse sono lunghe, argentate e nere. Le orecchie sono corte e arrotondate. I piedi e gli artigli sono bianchi. La coda è più corta della testa e del corpo, scura sopra e biancastra sotto, ricoperta di scaglie e cosparsa di corte setole.

## Biologia

### Comportamento
È una specie terricola e notturna.

## Distribuzione e habitat
Questa specie è endemica dello Sri Lanka, dove è conosciuta soltanto in quattro località delle province centrali, nord-orientali, meridionali e di Uva.
Vive foreste spinose tropicali e sub-tropicali secche a circa 1.000 metri di altitudine.

## Conservazione
La IUCN Red List, considerato l'areale limitato con la popolazione presente in non più di cinque località e il continuo declino nell'estensione e nella qualità del proprio habitat, classifica M.fernandoni come specie in pericolo (EN).